# Чемпионат СССР по хоккею с мячом 1936
1-й чемпионат СССР по хоккею с мячом прошёл в Москве с 17 по 28 февраля 1936 года.
Первый мяч в чемпионатах СССР забил Николай Артёмов (команда Завода имени Сталина). Всего в чемпионате сыграно 36 матчей, в них забито 120 мячей.
Первым чемпионом СССР стала команда «Динамо» (Москва); победитель первенства был награждён специальным призом имени X съезда ВЛКСМ, игрокам были вручены фотоаппараты ФЭД.

## Участники
В чемпионате приняло участие 12 команд: 8 коллективов из Москвы (включая команду Трудкоммуны имени Ягоды из подмосковного Болшево) и 4 — из Ленинграда. Команды были разбиты на две подгруппы, в которых был проведён однокруговой предварительный турнир, а затем состоялись стыковые матчи (первый с первым, второй со вторым и т. д.), которые и определили итоговое расположение команд в чемпионате.
| Команда                 | Город     |
| ----------------------- | --------- |
| «Буревестник»           | Москва    |
| «Динамо»                | Ленинград |
| «Динамо»                | Москва    |
| Завод имени Сталина     | Москва    |
| Кировский завод         | Ленинград |
| «Красная заря»          | Ленинград |
| «Крылья Советов»        | Москва    |
| «Локомотив»             | Москва    |
| «Спартак»               | Ленинград |
| «Спартак»               | Москва    |
| Трудкоммуна имени Ягоды | Болшево   |
| ЦДКА                    | Москва    |

## Предварительные игры
На предварительном этапе за победу команда получала 3 очка, за ничью — 2, за поражение — 1.
| М | Подгруппа «А»                   | 1   | 2   | 3   | 4   | 5   | 6   | В | Н | П | Мячи  | О  |
| - | ------------------------------- | --- | --- | --- | --- | --- | --- | - | - | - | ----- | -- |
| 1 | «Динамо» (Москва)               |     | 0:2 | 4:0 | 2:1 | 2:1 | 5:2 | 4 | 0 | 1 | 13-6  | 13 |
| 2 | «Динамо» (Ленинград)            | 2:0 |     | 0:0 | 3:1 | 3:1 | 0:2 | 3 | 1 | 1 | 8-4   | 12 |
| 3 | «Красная заря» (Ленинград)      | 0:4 | 0:0 |     | 3:0 | 2:1 | 2:1 | 3 | 1 | 1 | 7-6   | 12 |
| 4 | «Буревестник» (Москва)          | 1:2 | 1:3 | 0:3 |     | 4:3 | 2:1 | 2 | 0 | 3 | 8-12  | 9  |
| 5 | ЦДКА (Москва)                   | 1:2 | 1:3 | 1:2 | 3:4 |     | 4:2 | 1 | 0 | 4 | 10-13 | 7  |
| 6 | «Спартак» (Ленинград)           | 2:5 | 2:0 | 1:2 | 1:2 | 2:4 |     | 1 | 0 | 4 | 8-13  | 7  |
| М | Подгруппа «Б»                   | 1   | 2   | 3   | 4   | 5   | 6   | В | Н | П | Мячи  | О  |
| 1 | Трудкоммуна им. Ягоды (Болшево) |     | 0:1 | 1:0 | 2:0 | 4:2 | 2:0 | 4 | 0 | 1 | 9-3   | 13 |
| 2 | Завод им. Сталина (Москва)      | 1:0 |     | 0:0 | 0:0 | 1:1 | 4:0 | 2 | 3 | 0 | 6-1   | 12 |
| 3 | «Локомотив» (Москва)            | 0:1 | 0:0 |     | 2:0 | 4:1 | 2:0 | 3 | 1 | 1 | 8-2   | 12 |
| 4 | «Спартак» (Москва)              | 0:2 | 0:0 | 0:2 |     | 2:2 | 4:1 | 1 | 2 | 2 | 6-7   | 9  |
| 5 | Кировский завод (Ленинград)     | 2:4 | 1:1 | 1:4 | 2:2 |     | 2:4 | 0 | 2 | 3 | 8-15  | 7  |
| 6 | «Крылья Советов» (Москва)       | 0:2 | 0:4 | 0:2 | 1:4 | 4:2 |     | 1 | 0 | 4 | 5-14  | 7  |

## Стыковые игры
- За 1 место: «Динамо» (Москва) — «Трудкоммуна им. Ягоды» — 3:1
- За 3 место: «Динамо» (Ленинград) — Завод им. Сталина — 3:0
- За 5 место: «Красная заря» — «Локомотив» — 2:0
- За 7 место: «Спартак» (Москва) — «Буревестник» — 3:1
- За 9 место: ЦДКА — Кировский завод — 3:1
- За 11 место: «Спартак» (Ленинград) — «Крылья Советов» — 4:3

## Сводная таблица чемпионата
| М  | Команда                         | И | В | Н | П | Мячи  | О  |
| -- | ------------------------------- | - | - | - | - | ----- | -- |
| 1  | «Динамо» (Москва)               | 6 | 5 | 0 | 1 | 16-7  | 10 |
| 2  | Трудкоммуна им. Ягоды (Болшево) | 6 | 4 | 0 | 2 | 10-6  | 8  |
| 3  | «Динамо» (Ленинград)            | 6 | 4 | 1 | 1 | 11-4  | 9  |
| 4  | Завод им. Сталина (Москва)      | 6 | 2 | 3 | 1 | 6-4   | 7  |
| 5  | «Красная заря» (Ленинград)      | 6 | 4 | 1 | 1 | 9-6   | 9  |
| 6  | «Локомотив» (Москва)            | 6 | 3 | 1 | 2 | 8-4   | 7  |
| 7  | «Спартак» (Москва)              | 6 | 2 | 2 | 2 | 9-8   | 6  |
| 8  | «Буревестник» (Москва)          | 6 | 2 | 0 | 4 | 9-15  | 4  |
| 9  | ЦДКА (Москва)                   | 6 | 2 | 0 | 4 | 13-14 | 4  |
| 10 | Кировский завод (Ленинград)     | 6 | 0 | 2 | 4 | 9-18  | 2  |
| 11 | «Спартак» (Ленинград)           | 6 | 2 | 0 | 4 | 12-16 | 4  |
| 12 | «Крылья Советов» (Москва)       | 6 | 1 | 0 | 5 | 8-18  | 2  |

## Составы команд и авторы забитых мячей
1. «Динамо» (Москва) (13 игроков): Сергей Алимбеков (6; −7) — Лев Корчебоков (6; 0), Павел Коротков (6; 0), Сергей Ильин (6; 0), Константин Квашнин (5; 0), Александр Ремин (4; 0), Михаил Коноплин (5; 0), Павел Виноградов (6; 0), Михаил Якушин (6; 9), Василий Смирнов (6; 2), Павел Савостьянов (5; 2), Михаил Большаков (4; 1), Евгений Щербов (3; 2). Играющий главный тренер и капитан — Константин Квашнин.
2. Трудкоммуна им. Ягоды (Болшево) (12 игроков): Николай Бобылев — Степан Назаров, Николай Немухин, Виктор Пазилов, Матвей Гольдин, Александр Кувшинов, Андрей Удалеев, Николай Медведев (3), Дмитрий Смирнов, Анатолий Осьминкин (2), Андрей Рябов, Андрей Соколов. Играющий главный тренер и капитан — Матвей Иосифович Гольдин.
3. «Динамо» (Ленинград) (14 игроков): Михаил Симонов — Павел Батырев (1), Михаил Бутусов (2), Пётр Дементьев (3), Константин Егоров (1) (капитан), Аркадий Кузьмин, Александр Куни, Григорий Марков (1), Минаев, Олег Ошенков, Николай Смольников, Валентин Фёдоров (2), Виктор Фёдоров (1), Борис Шелагин. Играющий главный тренер — Павел Васильевич Батырев.
4. Завод им. Сталина (Москва) (12 игроков): Дмитрий Петров — Николай Артёмов (2), Всеволод Виноградов (1), Александр Волков, Виктор Губарев, Михаил Дмитриев (1), Степан Кирьянов, Виктор Листиков (2), Константин Малинин, Пётр Плюснин, Михаил Романов, Борис Тимошин.
5. «Красная заря» (Ленинград) (11 игроков): Николай Финк — Борис Аверин, Иван Андронов, Павел Артемьев (2), Алексей Григорьев, Дмитрий Карев (3), Виктор Кудрявцев (1), Виктор Кучинский, Константин Николаев (1), Семён Николаев, Анатолий Яблочкин (2).
6. «Локомотив» (Москва) (12 игроков): Валентин Гранаткин — Иван Андреев (1), Павел Гусев, Николай Ильин (2), Юрий Лавров, Анатолий Лобанов, Василий Мошкаркин, Фёдор Пазилов, Иван Скамейкин, Алексей Соколов (3), Виктор Стрелков (1), Пётр Теренков (1).
7. «Спартак» (Москва) (15 игроков): Михаил Медведев — Василий Величкин, Иван Денисов, Зденек Зигмунд, Александр Игумнов (4), Сергей (наст.имя Серафим) Кривоносов (1), Станислав Леута, Дмитрий Максимов (1), Виктор Никифоров, Пётр Рдультовский, Александр Старостин, Андрей Старостин (1), Николай Старостин (2), Андрей Чаплинский, Николай Черников.
8. «Буревестник» (Москва) (12 игроков): Николай Исаев — Николай Бабич (1), Виктор Баулин (1), Александр Виноградов (1), Владимир Волков, Павел Воробьёв, Александр Давыдов, Иван Давыдов (1), Иван Михеев, Николай Разорёнов (1), Владимир Стрепихеев (1), Пётр Яковлев (3).
9. ЦДКА (Москва) (13 игроков): Владимир Григорьев, Михаил Чесалов — Иван Артёмов, Евгений Бокуняев, Владимир Веневцев (3), Пётр Зенкин, Иван Кочетков (3), Николай Кузнецов, Борис Михайлов, Михаил Орехов, Станислав Рябов, Евгений Стрепихеев (4), Дмитрий Успенский (3).
10. Кировский завод (Ленинград) (12 игроков): Василий Маслов — Иван Аникеев, Владимир Воног (3), Василий Горбачёв, Анатолий Григорьев, Василий Дерябин, Евгений Ковш (1), Константин Копчёнов (4), Евгений Куликов, Пётр Ладовский, Ростислав Смольников, Василий Фуников (1).
11. «Спартак» (Ленинград) (13 игроков): Анатолий Башкиров — Фёдор Горелкин, Виктор Журавлёв, Василий Копчёнов, Фёдор Королёв (1), Виктор Лядов (2), Эдуард Панков, Николай Полубояринов (3), Владимир Понугаев, Анатолий Семёнов, Александр Сергеев, Николай Сорокин (2), Александр Ширко (4).
12. «Крылья Советов» (Москва) (11 игроков): Анатолий Антонов — Леонид Волков (2), Виктор Гарников, Константин Гусев, Николай Ильичёв (1), Антон Могилёв, Виктор Никифоров (2), Арсений Петушков, Николай Поставнин (3), Александр Синицын, Олег Тишаков.

Лучший бомбардир — Михаил Якушин («Динамо» (Москва)), 9 мячей.